# Refetor

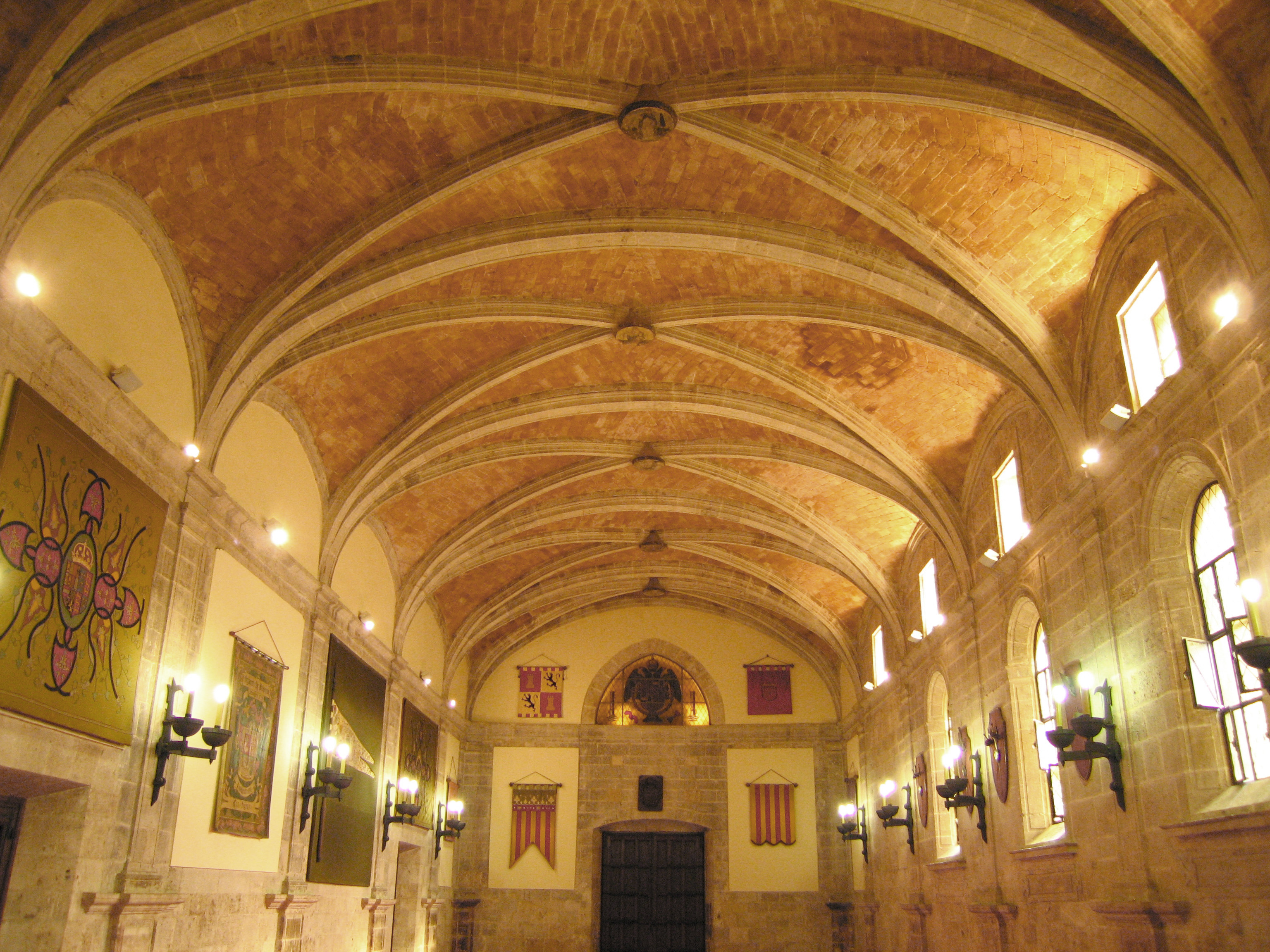
Refetor del convent de Sant Doménec de València

El refetor o refectori és el menjador dels monjos als monestirs. Té, en general, forma rectangular, i està situat a la galeria oposada a l'església. Les taules estan alineades al llarg de les parets. Els monjos s'hi instal·len segons el seu rang d'antiguitat; la taula del prior, en un dels seus extrems, presideix les altres. Els àpats es desenvolupen en silenci, trencat tan sols per les lectures de la Bíblia que realitza, en general des d'un púlpit, un dels monjos. Normalment s'accedeix a aquesta sala pel claustre o des de la cuina. Tots els religiosos es troben en aquesta gran sala per als dos àpats del dia. Abans de passar al refetor els monjos es renten les mans i hi entren en silenci, resen en veu alta abans de seure i mentre mengen escolten les lectures.